# Liste der Bürgermeister von Zeewolde
Liste der Bürgermeister der Gemeinde Zeewolde in der niederländischen Provinz Flevoland seit ihrer Gründung am 1. Januar 1984.
| Bürgermeister    | Bürgermeister     | Partei | Partei           | Amtszeit    | Anmerkungen   |
| ---------------- | ----------------- | ------ | ---------------- | ----------- | ------------- |
| Harm Bruins Slot | Harm Bruins Slot  |        | CDA              | 1984 – 1990 |               |
| Geke Faber       | Geke Faber        |        | PvdA             | 1990 – 1998 |               |
|                  | Tom Viezee        |        | RPF/ChristenUnie | 1999 – 2004 |               |
|                  | Ype Dijkstra      |        | PvdA             | 2004 – 2007 | kommissarisch |
|                  | Gerrit Jan Gorter |        |                  | 2007 – 2025 |               |
|                  | Bram Harmsma      |        | VVD              | seit 2025   | [ 1 ]         |